# Smittebærer
En smittebærer er et dyr eller et menneske, som er sygt og kan bære sygdommen videre til et andet menneske eller dyr.
Et almindeligt kendt eksempel er malariamyg, der gennem bid kan smitte mennesker med malaria. Et andet eksempel er pest, der blev båret af gnavere, der gennem urin og afføring videregav bakterien Yersinia pestis til mennesker.
| Lægevidenskab | Spire Denne artikel om lægevidenskab er en spire som bør udbygges. Du er velkommen til at hjælpe Wikipedia ved at udvide den. |

| Biologi | Spire Denne artikel om biologi er en spire som bør udbygges. Du er velkommen til at hjælpe Wikipedia ved at udvide den. |